# Sigurd Schmidt
Sigurd Ottovič Šmidt (in russo Сигурд Оттович Шмидт?, noto anche come Sigurd Schmidt; Mosca, 15 maggio 1922 – Mosca, 22 maggio 2013) è stato uno storico ed etnografo russo.
Suo padre era il famoso geografo Otto Jul'evič Šmidt. È nipote del filosofo Jakob Golosovker.

## Biografia
Si è laureato presso la Facoltà di Storia dell'Università di Mosca nel 1944. Dal 1949 insegna presso l'Istituto Storico-archivistico di Mosca (ora parte della Università Statale Umanistica Russa РГГУ). Dottore in Scienze storiche nel 1965. Dottore onorario Honorary РГГУ nel 1970 - Professore. Dal 1956 lavora anche presso l'Istituto di Storia dell'Accademia delle Scienze dell'URSS (oggi Istituto di storia russa dell'Accademia delle Scienze russa ASR).

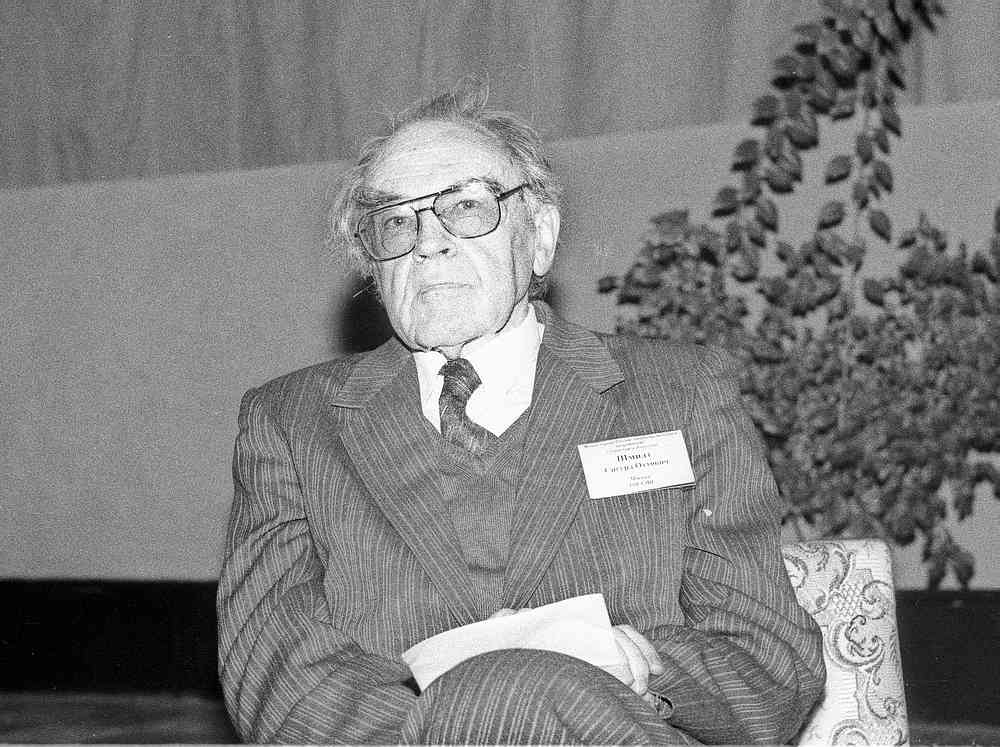
Sigurd Šmidt

Dal 1989 è "Scienziato onorario" della Russia, dal 1992 Accademico presso l'Accademia Russa per le Scienze della Formazione, nel 1997 - membro straniero dell'Accademia Polacca delle Scienze. Consigliere dell'Accademia delle Scienze . Vincitore del Premio del governo federale in materia di istruzione nel 1999, nel 2007 è stato premiato con la motivazione "Per i servizi resi alla città di Mosca" 
Dal 1968 al 2006 Schmidt è stato Presidente della Commissione di archeografia presso l'Accademia delle Scienze (Commissione dell'Istituto di Slavistica ASR per l'archeografia e le relative discipline d'archivio), ora ne è il suo presidente onorario (attuale capo della Commissione è il membro corrispondente S.M.Kashtanov).
Membro del Consiglio di Presidenza per gli oggetti particolarmente preziosi del patrimonio culturale dei popoli della Russia. È membro di numerosi di comitati scientifici ed editoriali; Schmidt è anche il presidente della società panrussa di studiosi della cultura delle province, responsabile del premio Antsiferov, direttore esecutivo dell'annuario Archeografia, dell'enciclopedia di Mosca, di un cospicuo numero di periodici. Vice Presidente del Comitato di redazione della Biblioteca di Storia di Mosca, dai tempi antichi ai giorni nostri, capo della didattica e della ricerca del Centro di studi storici regionali moskvovedeniya.
Dal 1949 Schmidt dirige la società studentesca per lo studio scientifico delle fonti della storia nazionale. Ha curato più di 500 lavori scientifici sulla storia della cultura, di storiografia, di archeologia, di studio degli archivi. Le sue opere sulla storia medievale della Russia XVI - XVII secolo sono un punto di riferimento per gli studiosi. Nel 2009 ha ricevuto il premio "Trionfo" nella categoria "scienze umane" .

## Dicono di lui
Accademico Dmitrij Likhacev: 
- "Sigurd Ottovich Schmidt è conosciuto come uno storico-scienziati di grandi interessi, come educatore di giovani scienziati, come figura pubblica. Ha dedicato molto tempo alla protezione dei monumenti storici e culturali, ai manoscritti ed al patrimonio documentario".
- "Oggi è il migliore esperto di fonti storiche sulla Russia del XVI" [4]

## La sua scuola
Dal 1949 Schmidt dirige la società studentesca per lo studio scientifico delle fonti della storia nazionale, la quale è diventato, secondo Dmitrij Likhacev, "una scuola non solo di scienza, ma anche di comportamento civile per molti dei suoi membri".
Inizialmente composto dai soli studenti di Schmidt, il club è diventato uno dei punti di forza di attrazione di studenti di altri insegnanti, accumulando ed arricchendo tutti i suoi membri di esperienza nella ricerca collettiva. Per questo motivo, è d'uso chiamare questo gruppo di lavoro "la Scuola di Schmidt", una scuola di altissimo livello per la ricerca e lo studio delle fonti storiche (istochnikovedenie). Molte opere sono state redatte su questa società . Tra i suoi allievi Ants Viktor, Sergei Borisovich Filimonov, Eugene V. Starostin, Sergey Chirkov, Valentin Morozov, Andrey Zaytsev V., Simon Semenovich Ilizarov, Fotievich Vladimir Kozlov, Sergey Kniazkov, Giuseppe D'Amato.

## Lavori principali
- Становление российского самодержавства. Исследование социально-политической истории времени Ивана Грозного. — М.: «Мысль», 1973. — 358 с.
- Российское государство в середине XVI столетия: Царский архив и лицевые летописи времени Ивана Грозного. — М.: «Наука», 1984. — 277 с.
- Археография. Архивоведение. Памятниковедение. Сборник статей. — М.: Изд-во РГГУ, 1997. — 362 с.
- Путь историка: Избранные труды по источниковедению и историографии. — М.: Изд-во РГГУ, 1997. — 612 с.
- Россия Ивана Грозного. — М.: «Наука», 1999. — 556 с.
- Общественное самосознание российского благородного сословия: XVII — первая треть XIX в. — М.: «Наука», 2002. — 363 с.
- «Феномен Фоменко» в контексте изучения современного общественного исторического сознания. — М.: «Наука», 2005. — 71 с.
- Памятники письменности в культуре познания истории России. Т. 1: Допетровская Русь. Кн. 1. — М.: Языки славянской культуры, 2007. — 480 с.
- Памятники письменности в культуре познания истории России. Т.1: Допетровская Русь. Кн. 2. — М.: Языки славянской культуры, 2008. — 406 стр.
- Памятники письменности в культуре познания истории России. Т. 2. Кн. 1. От Карамзина до «арбатства» Окуджавы. — М.: Языки славянской культуры, 2009. — 576 с.